# Dostępność postawy
Dostępność postawy – w psychologii społecznej łatwość przywoływania danej postawy, opinii, punktu widzenia, oceny. Jest odmianą ogólniejszego pojęcia dostępności idei. Dostępność postawy można badać przez pomiar czasu, jaki zabiera danej osobie odpowiedź na pytanie o opinię w danej sprawie. Łatwo dostępne postawy mają na ogół większy wpływ na zachowanie, są też mniej podatne na zmianę.
Początkowo w psychologii zakładano, że postawy bezpośrednio wpływają na zachowanie. Zostało to skrytykowane w 1969 roku przez Allana Wickera, który zauważył, że deklarowane postawy mają luźny związek z ewentualnymi zmianami w zachowaniu. Zaczęto badać, od czego zależy ten wpływ. W 1995 roku Russell Fazio odkrył, że łatwiej dostępne postawy (te które szybciej przychodzą na myśl) silniej wpływają na zachowanie niż postawy wymagające więcej czasu.